# Wikipad

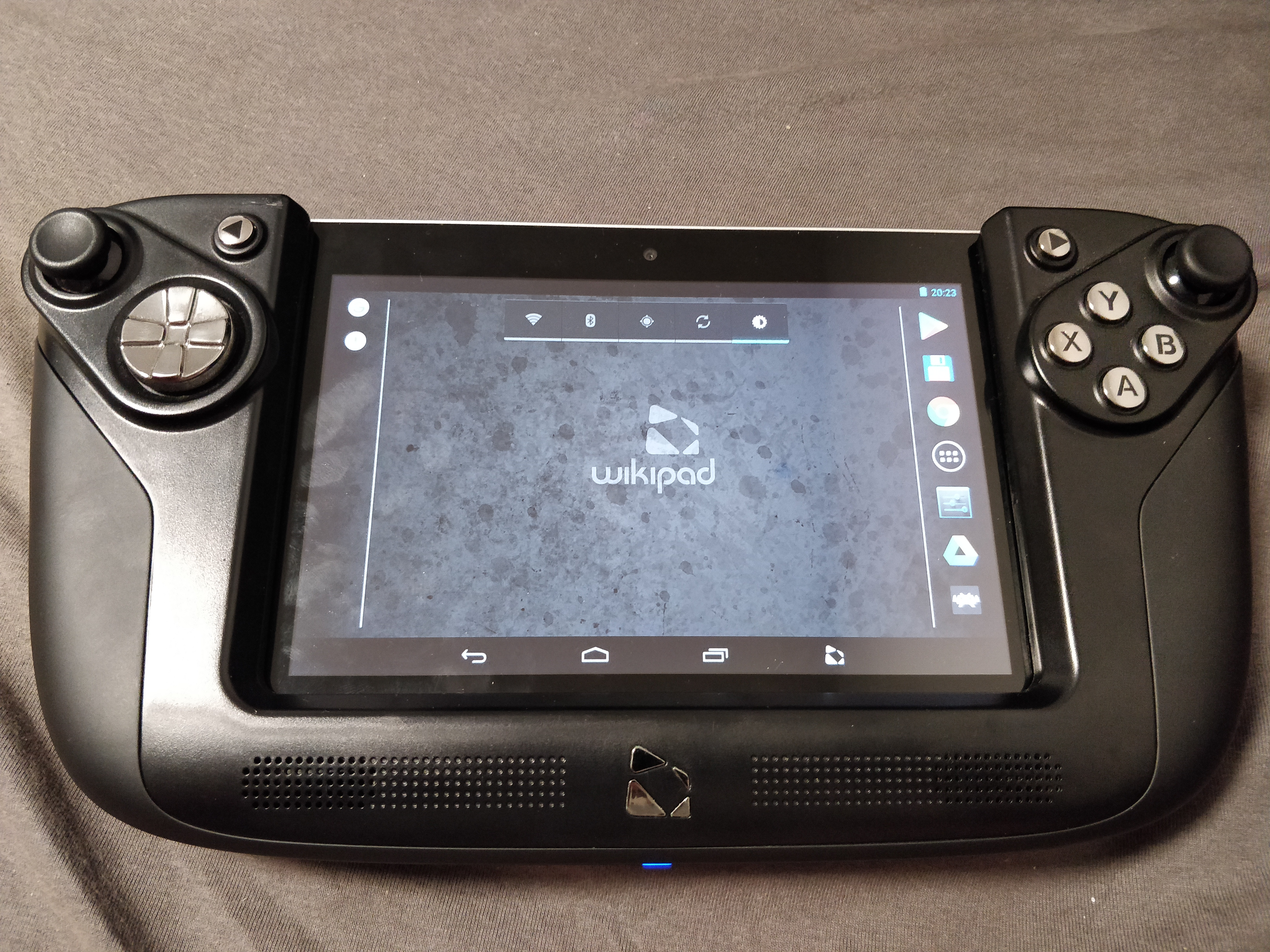
Wikipad 7"

Wikipad – tablet dla graczy z certyfikatem PlayStation Mobile oraz z możliwościąkorzystania z platformy w chmurze firmy Gaikai. Został zapowiedziany na Consumer Electronics Show 2012. Urządzenie wbrew swojej nazwie, nie ma nic wspólnego z Wikipedią.